# Landsraad
Il Landsraad è un'organizzazione immaginaria nell'universo fantascientifico di Dune creato da Frank Herbert. Il Landsraad è un'assemblea di tutti i nobili dell'Imperium, aristocratici che quasi sempre provengono da una delle casate grandi o minori.

## Significato
La parola Landsraad significa letteralmente consiglio (raad o raed o rede dall'Inglese medievale) delle terre (o della nobiltà che le possiede in un sistema feudale, e da lands). Non si sa però se il termine landsraad sia mai stato usato all'esterno dell'universo di Dune e Herbert potrebbe averlo semplicemente inventato. Landsraad o Landsråd è una moderna parola danese con il significato di consiglio regionale. La parola raad, o parole con pronunce simili, esistono in molte moderne lingue germaniche (rat in tedesco, raad in olandese e afrikaans, råd in danese, norvegese e svedese) e quasi universalmente indica una sorta di consiglio governativo. La versione danese, olandese e afrikaans è Landraad, quella tedesca Landesrat.

## Case
A differenza della casata imperiale, la Casa Corrino, le altre nobili Case non arrivano singolarmente ad uguagliare l'Imperatore e sono in competizione per feudi, potere politico e finanziario e favore imperiale. La loro unione nel Landsraad e l'unione delle forze armate di anche solo alcune di loro sono però in grado di osteggiare i poteri della casata Corrino e dell'Imperatore. Le più importanti casate presenti nel Landsraad sono:
- Casa Alexin
- Casa Atreides
- Casa Corrino
- Casa Ecaz
- Casa Evintine
- Casa Fenring
- Casa Ginaz
- Casa Harkonnen
- Casa Kenola
- Casa Maros
- Casa Mikarrol
- Casa Moritani
- Casa Mutelli
- Casa Novebruns
- Casa Richese
- Casa Taligari
- Casa Vernius

In totale circa 100 grandi casate sono rappresentate nel Landsraad anche se il loro numero preciso può variare. A queste case si aggiunge anche la casa Ordos, assente però nei romanzi ed esclusiva nei videogiochi, e dunque la sua presenza nel Landsraad è data solo tramite la cosiddetta The Dune Encyclopedia, inedita in Italia.

## Poteri del Landsraad
Il Landsraad gioca un ruolo molto importante all'interno dell'equilibrio politico e finanziario dell'Imperium, il cui potere è sostanzialmente condiviso da quattro organizzazioni: la CHOAM, la Gilda Spaziale, l'Imperatore ed il Landsraad. La sorellanza del Bene Gesserit e il Bene Tleilax preferiscono da sempre una posizione di manipolazione da dietro le quinte, cosa che rimarrà tale fino alla morte di Leto II, mentre l'Ordine dei Mentat e l'Ordine degli Spadaccini Ginaz sono al servizio di chiunque.
Il grande potere militare detenuto dall'Imperatore tramite i soldati Sardaukar, unito con la sua ricchezza sostanzialmente illimitata, lo rende una delle principali potenze dell'universo conosciuto. Il Landsraad rappresenta l'unificazione di tutte le altre Case che si contrappone al potere imperiale in modo da tenerlo sotto controllo, arrivando ad avere, unite nel consiglio, un potere pari a quello del Padishah. In compenso, sia le Case che l'Imperatore sono completamente dipendenti dalla Gilda per i viaggi interstellari, e il commercio è monopolizzato dalla CHOAM.
Questo delicato equilibrio di potere è servito ad impedire a fazioni particolarmente ambiziose e distruttive di intaccare la stabilità della società.

## Struttura del Landsraad
Il Landsraad come corpo politico precede l'Impero dei Corrino di almeno 2000 anni. La sua struttura originaria era quella di un corpo democratico, creato per facilitare la risoluzione pacifica di dispute e per aiutare la regolazione del commercio internazionale fra quelli che erano grandi governi indipendenti. Il corpo era dominato da un alto consiglio che era deciso in parte tramite estrazione e in parte tramite elezione. I voti erano determinati a seconda della popolazione rappresentata dai vari governi. Le riunioni del Landsraad si tenevano ogni cinque anni, con sottodivisioni che si incontravano più spesso.
Con l'avvento del Vecchio Impero, questa struttura è stata preservata con modifiche minime. L'Alto Consiglio era inizialmente eletto dal corpo al completo e i nuovi membri successivamente scelti internamente. Il numero totale di voti all'interno del Landsraad era di 1000: 100 per la casata imperiale, 100 per la Gilda, 400 per le Case Maggiori e 400 per le Case Minori. Il rappresentante imperiale riceveva i 100 voti in aggiunta a quelli ottenuti come casata Maggiore. I voti dati alle Case Minori erano distribuiti per regioni spaziali o 'Circoli' con un rappresentante per ogni circolo. I voti assegnati alle Case Maggiori erano distribuiti dalla Gilda come osservatori imparziali a seconda della potenza relativa delle varie Case. La distribuzione dei voti era resa pubblica un anno prima di ogni sessione del Landsraad e poteva essere contestata entro un certo periodo. Ogni casata Maggiore poteva avere da un minimo di 1 ad un massimo di 10 voti, ma questo valore poteva essere aumentato in alcuni casi.

## Kanly
I frequentissimi conflitti tra le Grandi Case, detti Kanly, sono regolati dagli articoli della Grande Intesa, il codice principale che regola a grandi linee tutto l'universo conosciuto stipulato dopo il Jihad Butleriano. La Kanly consiste in una faida o vendetta che uno dei casati formanti il Landsraad fa ad un altro casato, per motivi politici o di orgoglio ferito.
La regola di base del conflitto consiste nel non usare armi nucleari e non attaccare centri civili e non militari, e qualsiasi danno che venga arrecato alla popolazione è severamente punito; è invece possibile limitare gli scontri tra le due case coinvolte nella kanly ad una guerra condotta da soli professionisti, la cosiddetta Guerra degli Assassini.
Tale guerra prevede l'utilizzo degli eserciti personali delle Case, anche se preferibilmente viene usato il Kanly, una forma di guerra privata che prevede l'eliminazione dell'avversario tramite utilizzo di spie, traditori, assassini e veleni (solo quelli autorizzati). È comunque necessaria la dichiarazione formale di guerra da parte di una delle Case per utilizzare il Kanly o la Guerra di Assassini. Il Landsraad incarica una persona speciale, denominata Arbitro del Cambio, di accertarsi che tutte le regole vengano rispettate.
In principio queste regole erano state stese per impedire che terzi innocenti potessero rimanere coinvolti nello scontro.